# Christophe Henrion
Pour les articles homonymes, voir Henrion.
Christophe Henrion, né le 4 novembre 1772 à Villécloye dans la Meuse et mort le 2 novembre 1850 à Montmédy, dans le même département, est un général français de la Révolution et de l’Empire.

## Biographie

### Du simple soldat au capitaine
Il entre en service le 25 janvier 1793, comme soldat au 17e bataillon d’infanterie légère devenue successivement par amalgame 13e demi-brigade de troupes légères en l’an II, 25e régiment d’infanterie légère en l’an IV et 25e régiment d’infanterie en l’an XII. Le 1er mars 1793, il est nommé sergent-major à l’armée des Ardennes, le 3 ventôse an II (21 février 1794), il devient adjudant sous-officier à l’armée de la Moselle, et sous-lieutenant le 28 thermidor an II (15 août 1794). Le 4 germinal an V (24 mars 1797), il passe lieutenant à l’armée de Sambre-et-Meuse. Il est employé aux armées d’Allemagne, de Mayence et du Danube pendant les campagnes de l’an VI et de l’an VII, et au commencement de l’an VIII, il rejoint la Ligurie.
Le 21 germinal an VIII (11 avril 1800), à Lermette pendant le blocus de Gênes, il reçoit l’ordre du général Masséna de supprimer un poste autrichien qui gêne la progression de l’armée, et avec 15 grenadiers résolus, armé seulement de leurs sabres, il réussit sa mission, supprimant les 25 hommes du poste. Le 3 floréal an VIII (23 avril 1800), à Saint-Pierre-d’Aréna, avec 4 hommes de sa compagnie, il fait prisonniers 400 hommes du régiment hongrois de Nadasty en les acculant dans un jardin dont il gardait la seule issue. Il est nommé capitaine à l’issue de ces deux faits d’armes, le 17 floréal an VIII (7 mai 1800), et il continue à servir en Italie jusqu’à la paix de l’an IX. En l’an XII, il rejoint le camp de Montreuil et il est fait chevalier de la Légion d’honneur le 25 prairial an VII (14 juin 1804). 

### Sous le Premier Empire
Le 30 août 1805, il passe avec son grade dans les chasseurs à pied de la Garde impériale, avec lesquelles il fait les campagnes d’Autriche, de Prusse et de Pologne. Le 12 mars 1808, il est nommé chef de bataillon aide de camp du prince Borghèse, et gouverneur général des départements au-delà des Alpes. Le 23 février 1813, il devient major en premier d’infanterie, et il est employé au 6e corps d’armée en Saxe, et il est blessé à l’épaule gauche par un boulet à la bataille de Lützen le 2 mai 1813. Il est nommé officier de la Légion d’honneur le 14 juin 1813, et il devient colonel-major le 5 juillet 1813 au 9e régiment de voltigeurs de la Garde impériale. Le 26 août 1813, il est blessé par un coup de biscaïen au côté à la bataille de Dresde, et il fait commandeur de la Légion d’honneur le 14 septembre 1813.
Il est promu général de brigade le 21 décembre 1813, et commande 1 500 hommes pendant toute la campagne de France. Il est créé baron de l’Empire le 24 janvier 1814. Il se distingue aux combats de Montmirail le 11 février, Bar-sur-Aube le 27 février, et d’Arcis-sur-Aube les 20 et 21 mars 1814. Il est mis en non activité à la paix, et le roi Louis XVIII, le fait chevalier de Saint-Louis le 17 septembre 1814. Le 2 avril 1815, il est rappelé en qualité de major-commandant le 4e régiment de chasseurs à pied de la Garde impériale, à la tête duquel, il reçoit un coup de feu au côté gauche à la bataille de Mont-Saint-Jean  le 18 juin 1815. 
Licencié sur la Loire le 5 octobre 1815, il est renvoyé dans ses foyers. Il est admis à la retraite prématurément le 1er décembre 1824. Après les événements de 1830, il reçoit le commandement du département d’Indre-et-Loire, le 14 janvier 1831. Il fait la campagne de 1831  en Belgique, à la tête de la 1re brigade de la 3e division de l’armée du Nord, et il est replacé en disponibilité à la dissolution de cette armée, le 5 avril 1832. Il est élevé à la dignité de grand officier de la Légion d’honneur le 18 avril 1834. Admis à la retraite le 26 mars 1835, le général Henrion meurt le 3 novembre 1850 à Montmédy.

## Dotation
- Le 1er février 1808, donataire d’une rente de 1 000 francs sur le Mont-de-Milan.

## Armoiries
| Figure | Nom du baron et blasonnement |
| ------ | --- |
|        | Armes du baron Christophe Henrion et de l'Empire, décret du 16 août 1813, lettres patentes du 24 janvier 1814, grand officier de la Légion d'honneur Écartelé ; au premier d'azur à trois étoiles d'or ; au deuxième des barons tirés de l'armée ; au troisième d'argent au lévrier rampant, de sable, accolé d'or ; au quatrième d'azur au dextrochère armé, mouvant d'une nuée du flanc sénestre, le tout d'argent, et tenant un foudre de gueules à pointes d'argent. Livrées les couleurs de l'écu. |

## Sources
- (en) « Generals Who Served in the French Army during the Period 1789 - 1814: Eberle to Exelmans »
- Thierry Pouliquen, « Les généraux français et étrangers ayant servis [sic] dans la Grande Armée » (consulté le 15 janvier 2014)
- « Cote LH/1284/30 », base Léonore, ministère français de la Culture
- A. Lievyns, Jean-Maurice Verdot et Pierre Bégat, Fastes de la Légion-d'honneur, biographie de tous les décorés accompagnée de l'histoire législative et réglementaire de l'ordre, tome 5, Bureau de l’administration, 1847, 575 p. (lire en ligne), p. 407.
- Baptiste-Pierre Courcelles, Dictionnaire historique et biographique des généraux français : depuis le onzième siècle jusqu'en 1822, vol.6, l’Auteur, 1822, 500 p. (lire en ligne), p. 438.
- Georges Six, Dictionnaire biographique des généraux & amiraux français de la Révolution et de l'Empire (1792-1814) Paris : Librairie G. Saffroy, 1934, 2 vol.
- (pl) « Napoléon.org.pl »
- Vicomte Révérend, Armorial du Premier Empire, tome 2, Honoré Champion, libraire, Paris, 1897, p. 309.